# NGC 3449
NGC 3449 ist eine Spiralgalaxie vom Hubble-Typ SA(s)ab im Sternbild Antlia am Südsternhimmel. Sie ist schätzungsweise 137 Millionen Lichtjahre von der Milchstraße entfernt und hat einen Scheibendurchmesser von etwa 145.000 Lj.
Im Jahr 2012 wurde hier die Supernova vom Typ IIP SN 2012bu beobachtet.
Das Objekt wurde am 29. April 1834 von John Herschel entdeckt.

## NGC 3449-Gruppe (LGG 222)
| Galaxie   | Alternativname | Entfernung/Mio. Lj |
| --------- | -------------- | ------------------ |
| NGC 3449  | PGC 32666      | 137                |
| PGC 32369 | ESO 437-065    | 135                |
| PGC 32625 | ESO 437-067    | 133                |